# 타르 사막
타르 사막은 인도 사막이라고도 하며, 인도 북서부에서 파키스탄의 남서부에 걸쳐 펼쳐지는 면적 25만 9,000km2의 사막이다. 서쪽은 인더스강에, 북쪽은 펀자브 지방에, 남동쪽은 아라발리 산지에 닿아있다. 남부는 몬순의 조건이 좋을 때는 온통 초원으로 변하나 대개는 강우량이 250mm 이하로 가시가 돋힌 아카시아속 나무가 자랄 정도이다.

## 같이 보기
- 탈산림화
- 인도의 지리
- 마르와르
- 포카란